# Ligue canadienne de football aux États-Unis
 (avril 2023).
Si vous disposez d'ouvrages ou d'articles de référence ou si vous connaissez des sites web de qualité traitant du thème abordé ici, merci de compléter l'article en donnant les références utiles à sa vérifiabilité et en les liant à la section « Notes et références ».

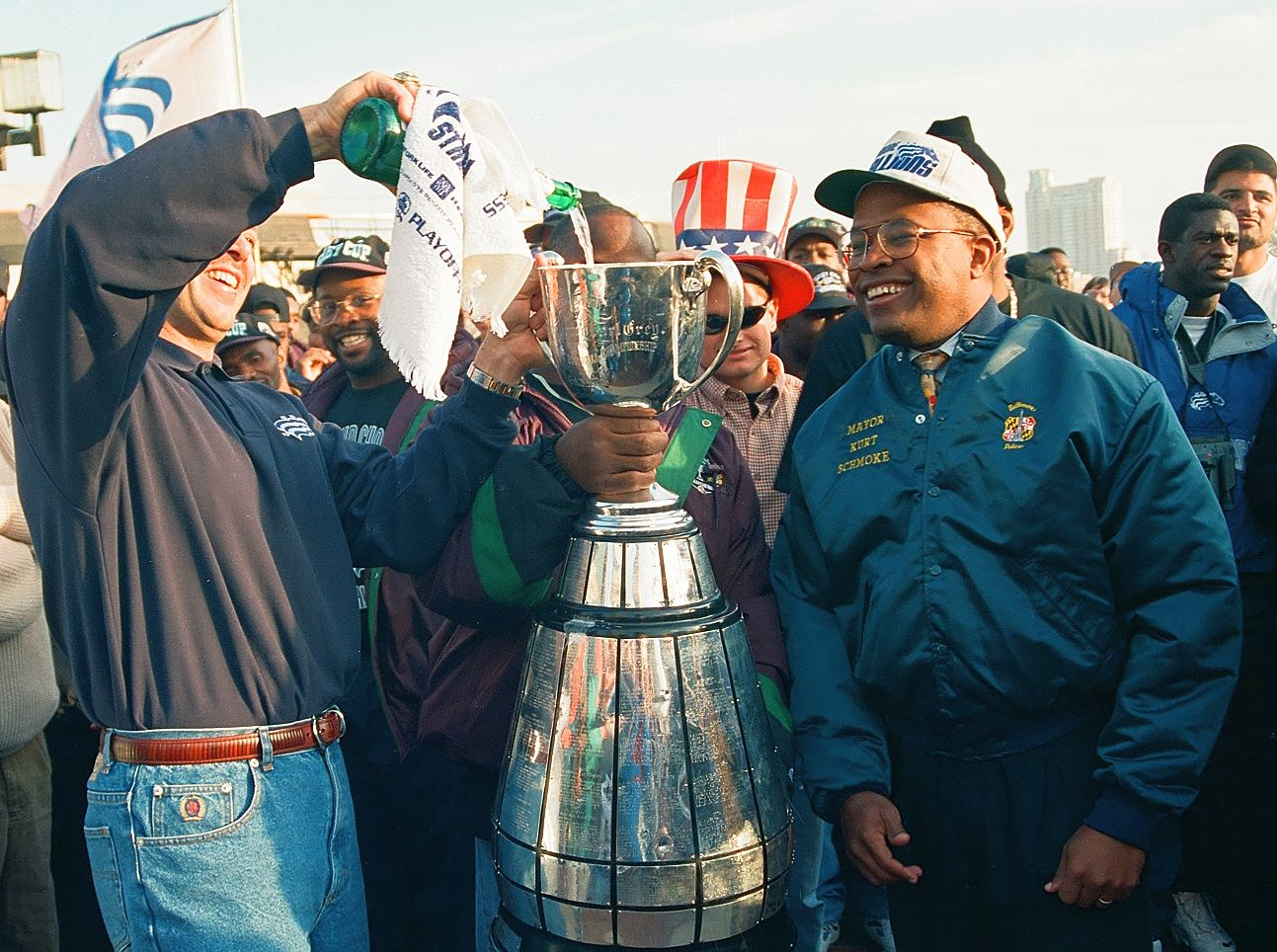
Les Baltimore Stallions ont été la première et la seule équipe américaine championne de la CFL.

La Ligue canadienne de football aux États-Unis fait référence à la tentative éphémère d'implantation du football canadien aux États-Unis et à l'intégration d'équipes américaines dans la Ligue canadienne de football au début des années 1990. Elle a lieu dans un contexte de difficultés financières de la Ligue canadienne, et à l'ouverture de celle-ci aux concessions et investissements privés.
L'ouverture de la Ligue aux concessions américaines est également la possibilité d'étendre l'audience des matchs en établissant des contrats de diffusion avec les réseaux américains de câblodistribution.
La première équipe américaine à intégrer la Ligue canadienne de football en 1993 est la concession privée des Gold Miners de Sacramento. L'année suivante, en 1994, la saison de football canadien voit l'arrivée de trois nouvelles équipes américaines, le Posse de Las Vegas, les Pirates de Shreveport et les Stallions de Baltimore. 
La saison 1995 comporte cinq équipes américaines : elle voit le départ du Posse de Las Vegas, et l'arrivée des Mad Dogs de Memphis et des Barracudas de Birmingham. Les Gold Miners de Sacramento deviennent les Texans de San Antonio du fait du déménagement de la franchise à San Antonio. La division du Sud est créée, et regroupe les cinq équipes américaines. Pour la première fois de l'histoire de la LCF, la coupe Grey est remportée par une équipe américaine, les Stallions de Baltimore.
En 1996, il est décidé que le championnat doit redevenir canadien. Les équipes américaines quittent la ligue à l'exception des Stallions de Baltimore qui déménagent à Montréal pour faire revivre les Alouettes de Montréal.